# La metempsicosi, o sia La pitagorica trasmigrazione
La metempsicosi, o sia La pitagorica trasmigrazione è una breve opera teatrale (una farsa satirica) in tre atti in versi martelliani  del 1775, scritta da Carlo Goldoni per essere rappresentata in un'Accademia letterario-drammatica veneta.

## Trama
Nell'oltretomba, alcuni morti si rivolgono a Pitagora perché li aiuti a reincarnarsi e tornare, migliori, a nuova vita.